# Carl Espen
Carl Espen Thorbjørnsen, znany jako Carl Espen (ur. 15 lipca 1982 w Bergen) – norweski piosenkarz pracujący także jako cieśla, laureat 52. edycji Melodi Grand Prix, reprezentant Norwegii podczas 59. Konkursu Piosenki Eurowizji (2014).

## Kariera muzyczna
W dzieciństwie wystąpił w lokalnym konkursie muzycznym w Osterøy i wygrał go wykonując utwór „Wild World” Cata Stevensa. W młodości zapisał się do wojska i służył przez sześć miesięcy w Kosowie. Później został cieślą specjalizującym się w oprawach i szkle. Pracował również między innymi jako wolontariusz przy badaniach nad chorobami nowotworowymi, a także jako odźwierny w barze rockowym Garage w Bergen.
9 marca 2014 w trzecim półfinale formatu Melodi Grand Prix 2014 zaprezentował utwór „Silent Storm”, z którym awansował do finału i sześć dni później wygrał go, zostając reprezentantem Norwegii podczas 59. Konkursu Piosenki Eurowizji. Utwór został napisany i skomponowany przez kuzynkę wokalisty, Josefin Winther. 8 maja wystąpił z trzecim numerem startowym w drugim półfinale konkursu i zakwalifikował się do sobotniego finału, który odbył się 10 maja. Wystąpił w nim jako piąty w kolejności i zajął ostatecznie ósme miejsce, zdobywając 88 punktów od telewidzów i jurorów. W tym samym roku wykonanie utworu nakładem Sony Music ukazało się na singlu oraz promocyjnym wydawnictwie DVD. W 2014 ukazał się także drugi singel wokalisty zatytułowany „Holding On”, a także remiks utworu „Silent Storm”, który zrealizował Rykkinnfella.
W 2016 Willy Winther zaprosił Espena do współpracy przy nagraniu albumu Winthersanger, gdzie wokalista wykonał utwór „Kan du se meg no?”.
W kwietniu 2020 utwór „Silent Storm” pojawił się w projekcie Eurovision Home Concerts, gdzie zaprezentował go Eugent Bushpepa. Miesiąc później cover utworu na swoim minialbumie Rye wydała brytyjska piosenkarka SuRie.

## Życie prywatne
Był wychowywany przez matkę, mieszkali w Osterøy. Ma dwoje rodzeństwa.